# Pomnik Trudu Górniczego w Katowicach
Pomnik Trudu Górniczego w Katowicach (w slangu skateboardzistów PTG) – pomnik w Katowicach w dzielnicy Osiedle Paderewskiego-Muchowiec, odsłonięty w 1986, wokół niego znajduje się skateplaza.

## Historia
Pomnik miał stanowić istniejącą w przestrzeni miejskiej opozycję do powstającego spontanicznie pod kopalnią „Wujek” krzyża-monumentu, upamiętniającego masakrę górników, do której doszło 16 grudnia 1981. Decyzję o budowie Pomnika Trudu Górniczego podjął Komitet Wojewódzki Patriotycznego Ruchu Odrodzenia Narodowego w Katowicach w lipcu 1983. Rok wcześniej usunięto krzyż ustawiony przez górników przy bramie kopalnianej na ulicy Wincentego Pola na Brynowie. Oficjalnie władze komunistyczne pragnęły „odbudować właściwy stosunek do pracy”. W czerwcu 1983 na pobliskim lotnisku na Muchowcu w czasie nabożeństwa z udziałem tysięcy wiernych z całego Śląska papież Jan Paweł II mówił o istocie pracy ludzkiej w odniesieniu do encykliki Laborem exercens. W tym klimacie receptą na kryzys miało być ustanowienie nowego symbolu-pomnika, w którego budowę chciano zaangażować górników. Inicjatywę poparł Komitet Wojewódzki Polskiej Zjednoczonej Partii Robotniczej. Pomysł poddano pod rozwagę dyrektorom kopalń i sekretarzom komitetów zakładowych PZPR. Dokument prezentujący założenia programowo-organizacyjne budowy powstał 3 sierpnia 1983. Pomysłodawcy chcieli, by budowę objął patronatem premier generał Wojciech Jaruzelski. Ostatecznie patronat nad budową przyjął minister górnictwa i energetyki generał Czesław Piotrowski.
W skład Komitetu Organizacyjnego Budowy Pomnika weszli między innymi emerytowany górnik Franciszek Apryas, górnik Adam Jessa, wiceprezydent miasta Katowice Eugeniusz Cofała, wiceminister górnictwa i energetyki Eugeniusz Ciszak oraz naczelny redaktor Trybuny Robotniczej Stanisław Wojtek. Rozpisano konkurs na projekt pomnika. Na czele komisji konkursowej stanął poseł z ramienia Stowarzyszenia „Pax” Jan Waleczek. Nadesłane prace zaprezentowane zostały na specjalnej wystawie zorganizowanej z okazji Dnia Górnika. Konkurs wygrał rzeźbiarz Tadeusz Łodziana. Wmurowanie aktu erekcyjnego miało miejsce 18 lipca 1985 w obecności wiceprezesa Rady Ministrów Zbigniewa Messnera i Czesława Piotrowskiego. Żelbetowy monument wykonało Przedsiębiorstwo Budowlane Przemysłu Węglowego, z kolei za odlanie płaskorzeźb i ich montaż odpowiadały Spółdzielnia Warszawa i POLMAG. Na pomnik złożyli się pracownicy resortu górnictwa, między innymi Jaworznicko-Mikołowskie Gwarectwo Węglowe i Centralny Ośrodek Informatyki Górnictwa. Na wiosnę 1986 koszt budowy szacowano na 300 milionów złotych. Pomnik odsłonięto w 1986.
Plac przed pomnikiem od samego początku swojego istnienia był miejscem, na którym młodzież uprawiała skateboarding. Gdy w 2007 władze miasta zaplanowały przeniesienie monumentu, by teren przeznaczyć pod inwestycje, rolkarze, obawiając się, iż stracą miejsce treningowe, zaprotestowali. Do apelu o pozostawienie pomnika w starym miejscu przyłączyli się skaterzy z innych miast, a nawet spoza Polski, w sumie 3200 sportowców-amatorów. W 2011 teren placu przebudowano według projektu katowickiego architekta Kamila Czernego, przygotowując skatepark z oświetleniem. Remont kosztował ponad 2 miliony złotych. Na placu znajdują się: murki, schody, poręcze, banki, fale vertowe i podjazdy. Po bokach placu ułożono nawierzchnię ze szlifowanego betonu, na środku granitowe płyty. Oficjalne otwarcie nowego skateparku miało miejsce 10 października 2011. W 2012 i 2014 w skateparku przy Pomniku Trudu Górniczego gościli członkowie amerykańskiego teamu skateboardowego Bones. Ich pokazy śledziło 500 fanów.

## Galeria

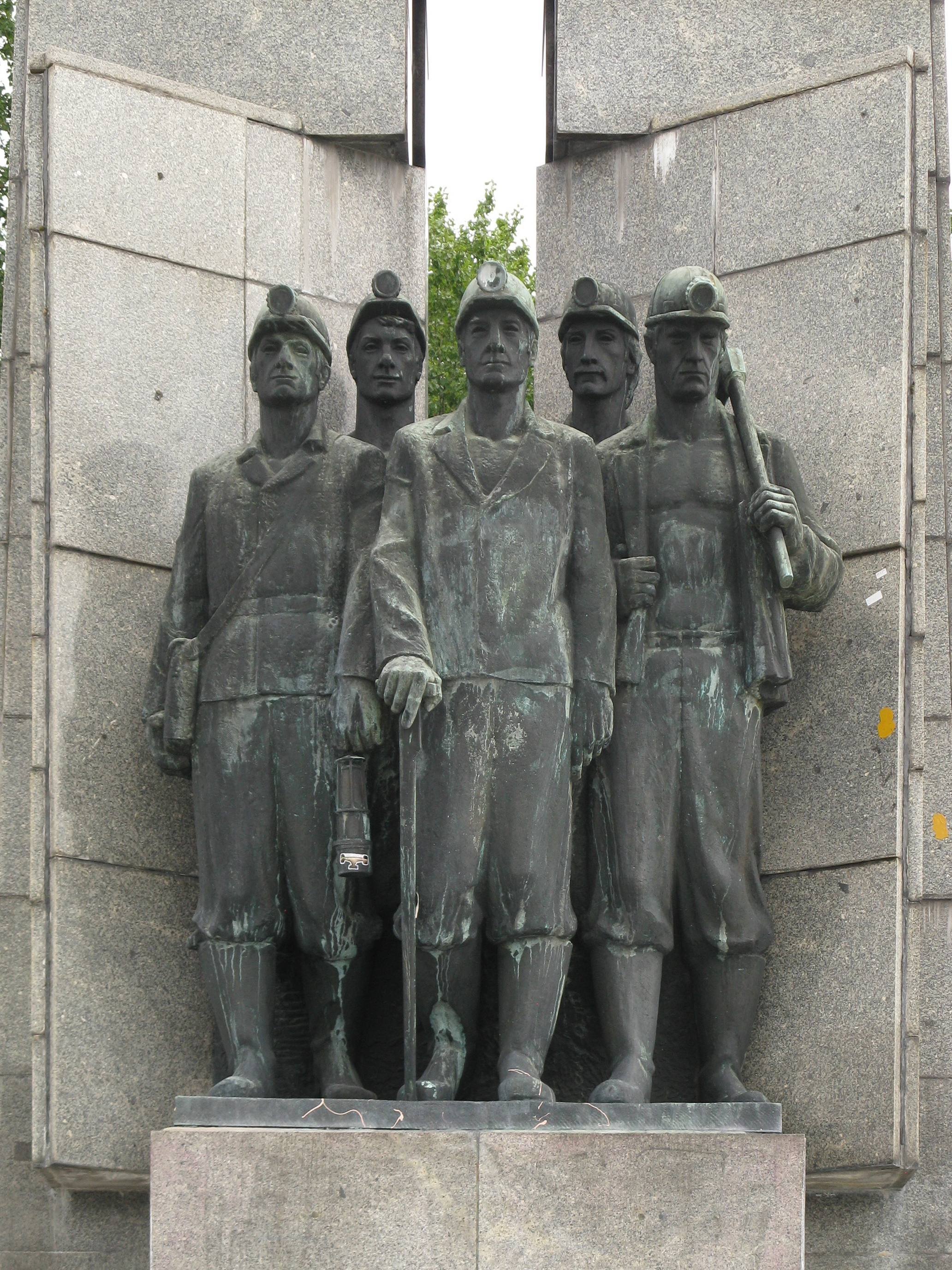
Główna rzeźba (2018)
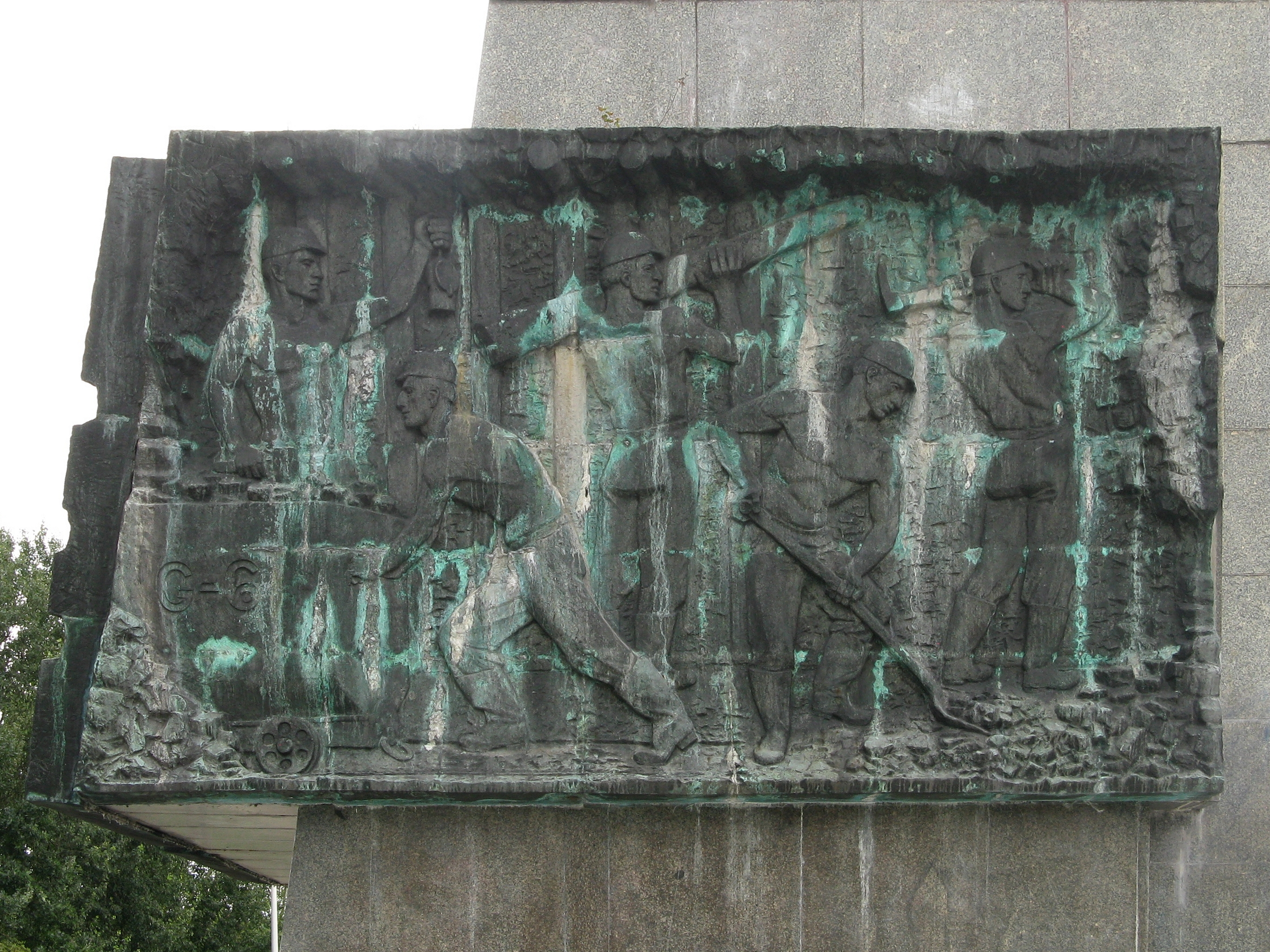
Płaskorzeźba przedstawiająca górników między innymi przy ładowaniu i transporcie urobku (2018)
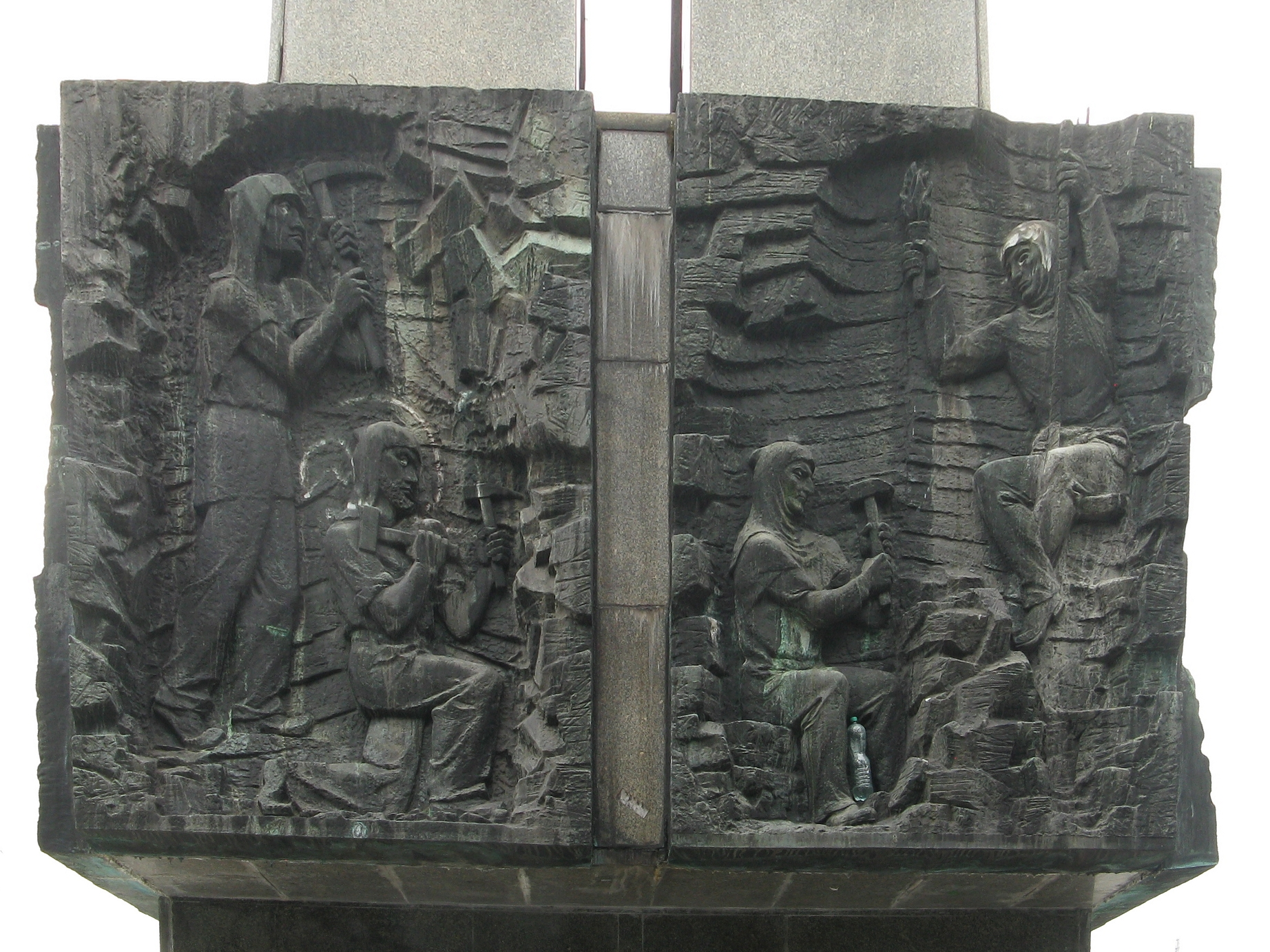
Płaskorzeźba przedstawiająca dawnych górników (2018)
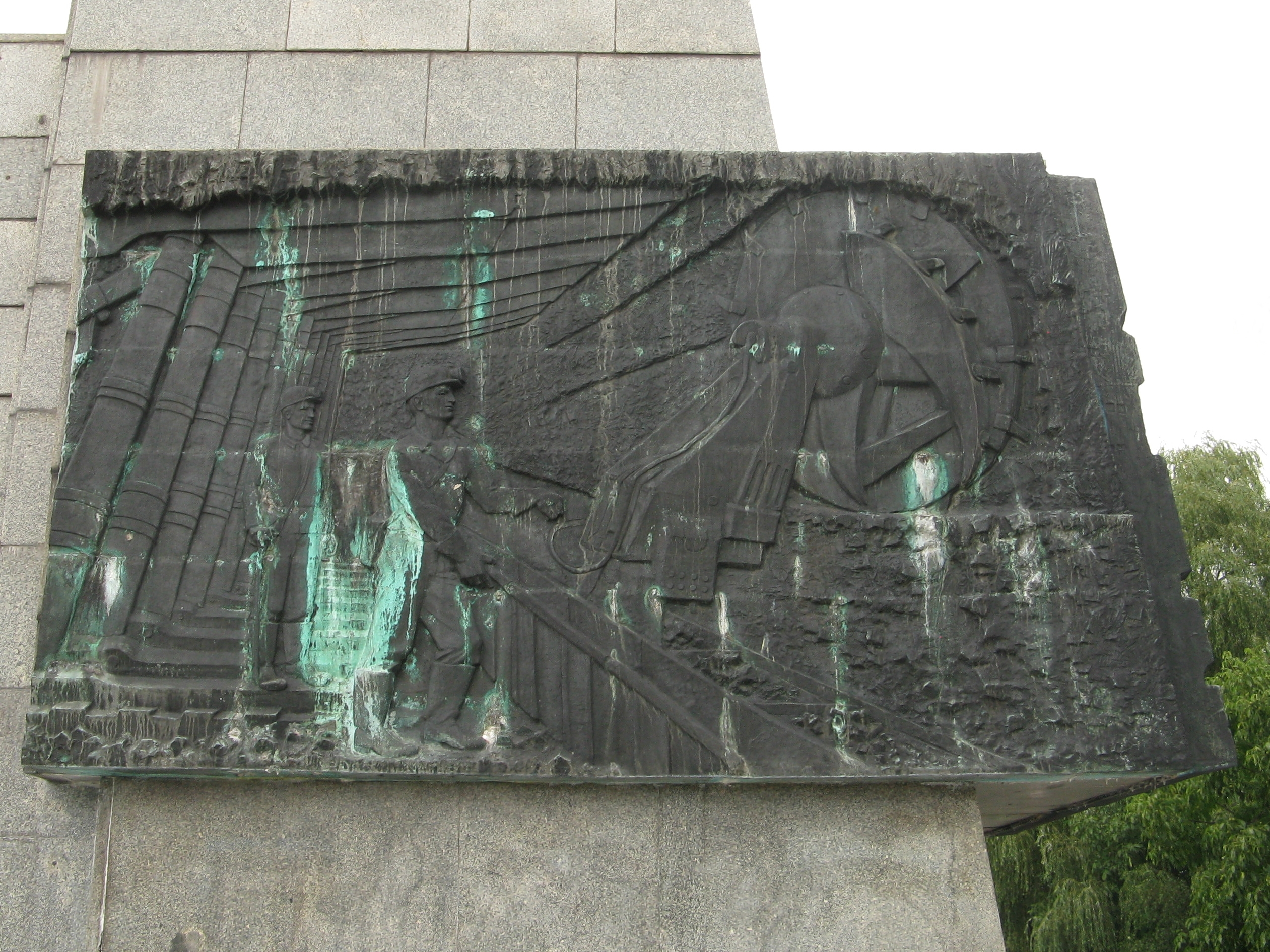
Płaskorzeźba przedstawiająca współczesnych górników z wrębiarką (2018)
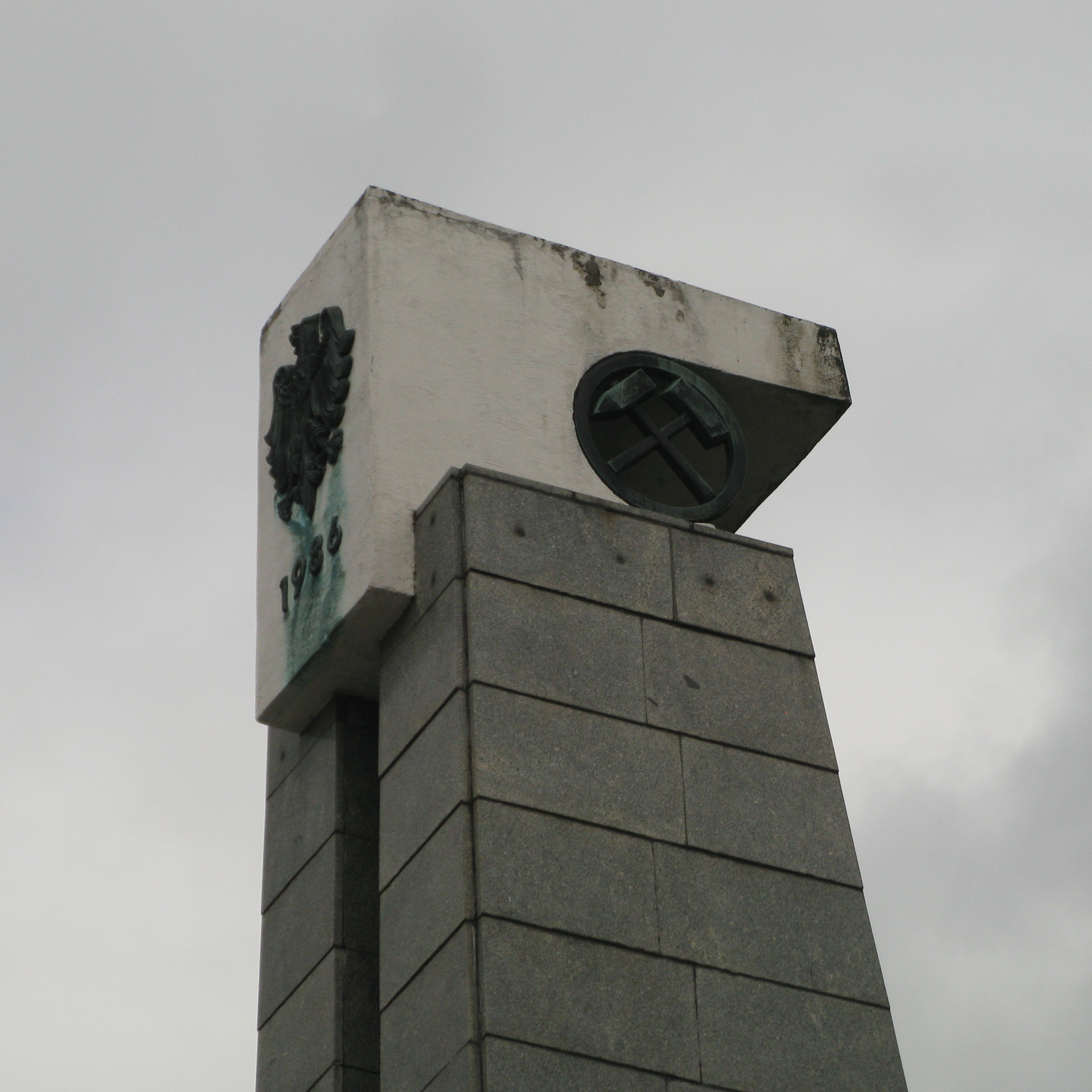
Zwieńczenie pomnika z godłem górniczym, godłem Polski i datą „1986” (2018)